# 真犬屬
真犬屬為已滅絕的中型雜食性，外型類似現今郊狼的犬科，最早出現於一千萬年前中新世晚中期的美國西部，其中周氏真犬為五百至六百萬年前入侵東亞的北美洲物種之一。真犬的體型約與胡狼類似，體重約為15（33磅）。真犬屬被認為是現今犬屬的直系祖先:p56–58。

## 分類學
真犬屬由泰德福德（Tedford）與邱占祥於1996年發表，被認為是銜接犬屬與南美洲犬科中央的環節:p56。2009年，泰德福德重新檢視了他的診斷結果並發表了兩個真犬屬的物種：史金納氏真犬（E. skinneri）與大衛真犬（E. davisi）:89，其中大衛真犬原先被歸於犬屬，學名為 Canis davisi，由梅里厄姆（Merriam）於1911年發表:89。

### 大衛真犬
真犬屬棲息於一千萬年前的北美洲，直到上新世早期才滅絕王曉鳴與理查德·特德福德認為現今的犬屬（Canis）就是演化自大衛真犬（Eucyon davisi），牠們的化石最早出現於六百萬年前屬中新世的美國西南方及墨西哥，而到了上新世（約五百萬年前），體型更大的食兔狼出現於同一地帶，而到了更新世早期（約一百萬年前）這個地區則棲息著郊狼。由此兩位科學家推測從大衛真犬至食兔狼至今日現存的郊狼為線性的演化:p58。
本属包括以下物种：
- Eucyon adoxus Martin, 1973
- 大衛真犬 Eucyon davisi (Merriam, 1911)，同模式异名：Canis davisi (Merriam, 1911)
- Eucyon intrepidus Morales et al., 2005
- Eucyon khoikhoi Valenciano, Morales & Govender, 2022[6]
- Eucyon kuta Werdelin, Lewis & Haile-Selassie, 2014
- Eucyon monticinensis Rook, 1992
- Eucyon odessanus Odintzov, 1967
- 史金納氏真犬 Eucyon skinneri Tedford et al., 2009
- 周氏真犬 Eucyon zhoui Tedford & Qiu, 1996

## 描述
真犬為中等體型的犬科物種，體型約與胡狼相似，體重約為15（33磅）:p56。

## 化石發現地
真犬屬的化石發現於美國的德克薩斯州格蘭德河至西俄勒岡州一帶、華盛頓州林戈爾德層以及北內布拉斯加州。另外於舊世界的希臘、衣索比亞、蒙古國等地也均有發現真犬屬的化石。